# Iseropus californiensis
Iseropus californiensis là một loài tò vò trong họ Ichneumonidae.